# Pfaffstätt
Pfaffstätt je obec v okrese Braunau v rakouské spolkové zemi Horní Rakousy.

## Geografie

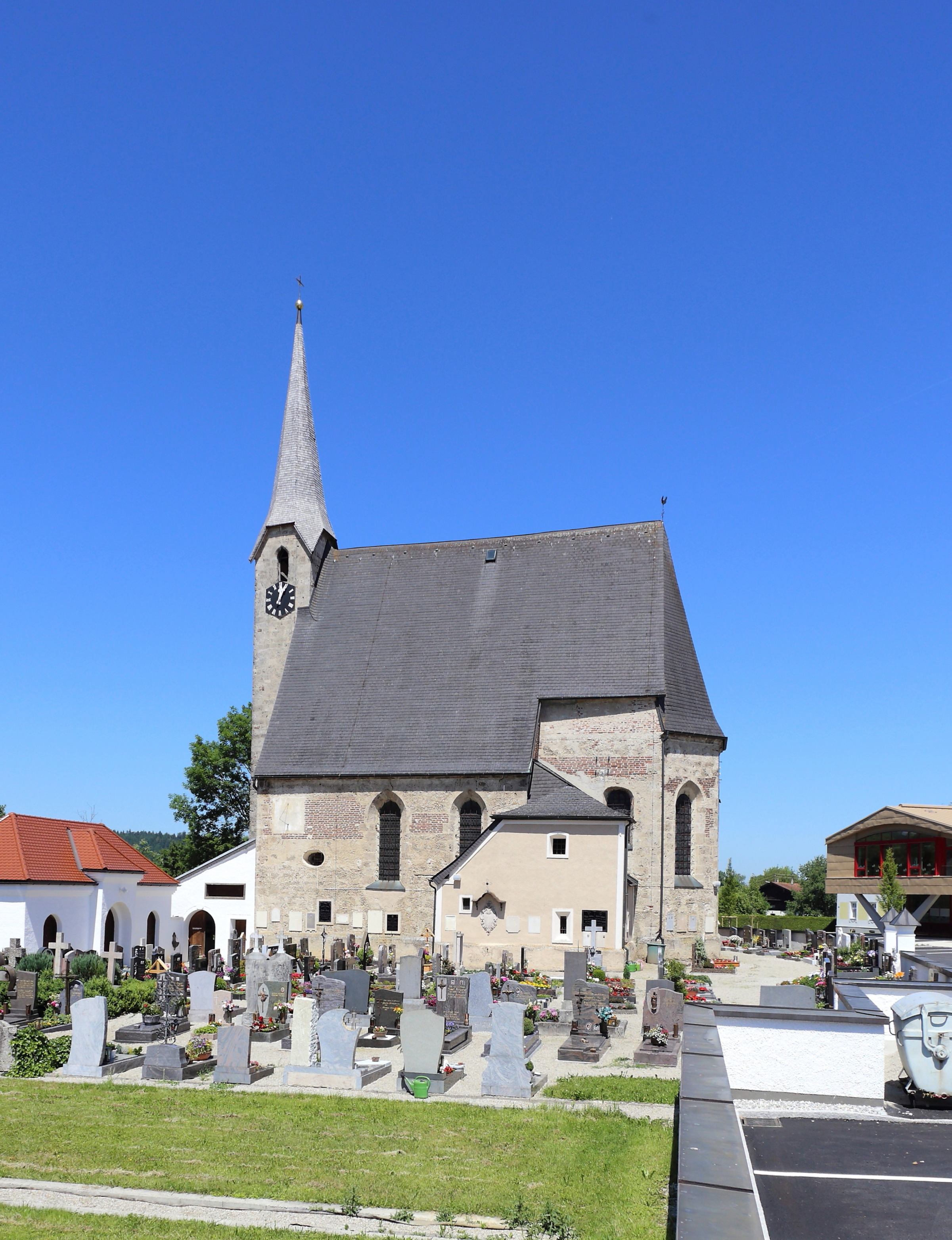
Farní kostel

Pfaffstätt leží v oblasti Innviertel. Přibližně 37 % rozlohy obce tvoří lesy a 57 % zemědělská půda.